# Clyne and Melincourt
Clyne and Melincourt är en community i Storbritannien.   Den ligger i kommunen Neath Port Talbot och riksdelen Wales, i den södra delen av landet, 250 km väster om huvudstaden London.
Den består av byarna Clyne och Melincourt samt omgivande landsbygd.